# Metodo scout

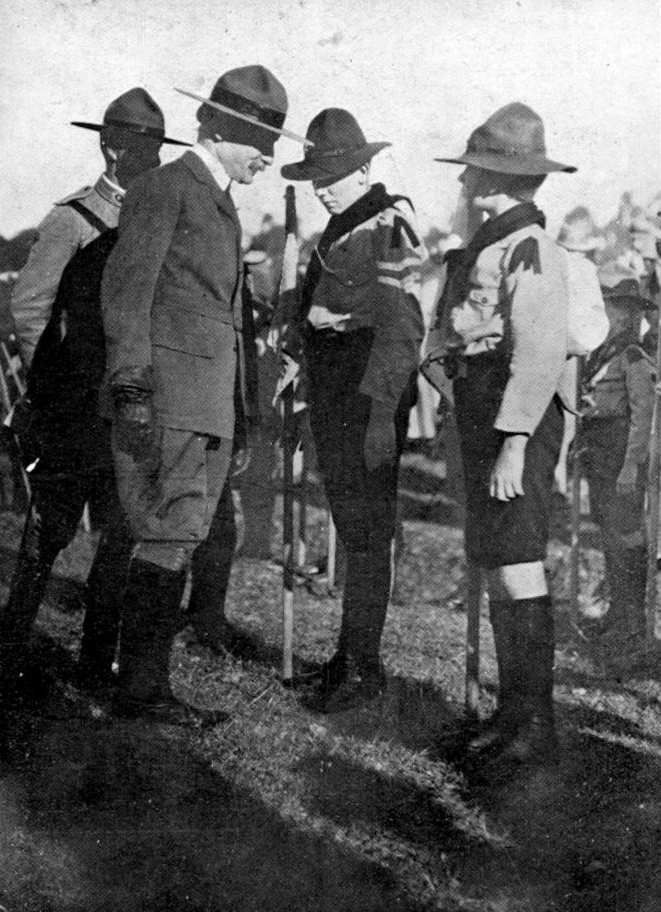
Robert Baden Powell, fondatore del movimento scout, insieme ad uno dei suoi ragazzi nel Queensland, 1911

Il metodo scout consiste in una serie di dettami fisici, spirituali e morali di educazione non formale propri dello scautismo, delineati dal fondatore Robert Baden-Powell nei suoi scritti e rivolti a tutte le branche dello scautismo: il Manuale dei lupetti per lupetti e lupette, Scautismo per ragazzi per esploratori e guide e La strada verso il successo per rover e scolte, ai quali si affianca Il libro dei capi per i capi scout.
È diviso negli obiettivi secondo l'età dei ragazzi, prevedendo per lupetti e coccinelle maggiormente quello di sviluppare sé stessi come individui sia mentalmente che fisicamente, per gli esploratori e le guide quello di aiutare il prossimo e per i rover e le scolte quello di mettersi al servizio della comunità. Il metodo scout si basa fondamentalmente su un semplice codice di valori di vita (la Legge e la Promessa), sul principio dell'imparare facendo, che delinea la crescita personale degli individui tramite l'esperienza attiva e partecipata e le capacità decisionali, sulla metodologia di attività per piccoli gruppi, che sviluppa la responsabilità, sulla spiritualità e la natura e sulla sfida di offrire ai giovani attività sempre stimolanti e interessanti da parte della comunità adulta dei capi, vinta da strumenti pedagogici che spaziano dal sistema delle specialità al ruolo del simbolismo scout.
In particolare Baden-Powell schematizza nei suoi scritti il suddetto sistema educativo in quattro punti cardine:
- Carattere: l'obiettivo di far raggiungere ai ragazzi l'autonomia e l'indipendenza e a fargli sviluppare la sensibilità all'osservazione per riuscire a cavarsela al meglio anche nelle difficoltà.
- Abilità manuale: l'obiettivo di far raggiungere ai ragazzi determinate capacità manuali, premiate dal movimento con i distintivi di specialità scout.
- Salute fisica: l'obiettivo di incoraggiare i ragazzi a una vita sana e attiva con la cura del proprio corpo.
- Servizio civico: l'obiettivo di porre i ragazzi al servizio del collettivo.

## Gli otto elementi
La forma del concetto di metodo scout, dalla fondazione dello stesso, è cambiata sensibilmente nel tempo. Nel 1980 l'Organizzazione Mondiale del Movimento Scout, organismo che coordina la maggior parte delle associazioni scout nel mondo, fondava il metodo su quattro elementi base: Promessa e Legge scout, metodo dell'imparare facendo, divisione in gruppi e differenziazione per età. Dal 1990 l'OMMS lo ha sviluppato unificando il terzo e quarto punto e aggiungendone altri quattro (progressione personale, simbolismo, centralità della natura e supporto degli adulti), giungendo quindi ad avere sette elementi cardine. Nel 2011, infine, è stato introdotto un ottavo elemento: il coinvolgimento dei giovani nella comunità ("community involvement"). 

### Legge e Promessa

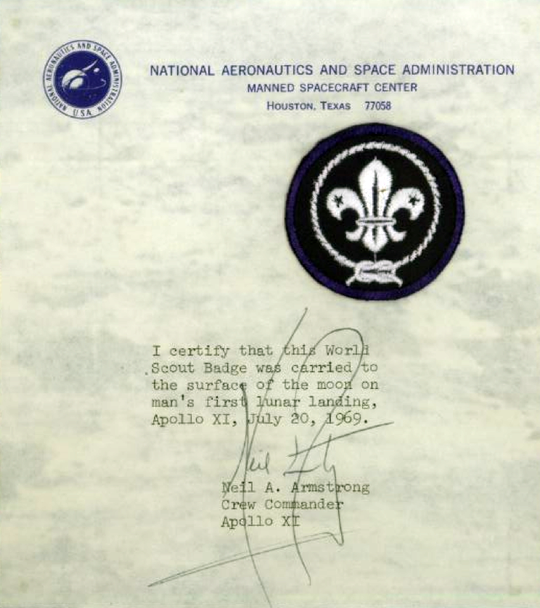
Il distintivo associativo OMMS della Promessa portato sulla superficie della Luna dall'astronauta statunitense Neil Armstrong

La promessa è il cuore del metodo scout. Ne esistono generalmente almeno due formulazioni, una per le branche più giovani, più semplice nella forma, e una per le branche successive, quella fondamentale; con quest'ultima tutti gli scout si impegnano a fare del loro meglio per rispettare la legge scout, codice di vita fondamentale per il movimento scout. Differente nella forma da associazione ad associazione, questo giuramento si fonda sugli stessi tre principi fondamentali, individuati dallo stesso Baden-Powell:
- l'assolvimento del dovere verso Dio e la Patria
- l'assolvimento del dovere verso il prossimo, gli altri, la comunità, la romantica cavalleria
- l'assolvimento del dovere verso sé stessi con la legge scout

(Robert Baden-Powell in Scautismo per ragazzi, op. cit., p. 430: testo originale della promessa scout)

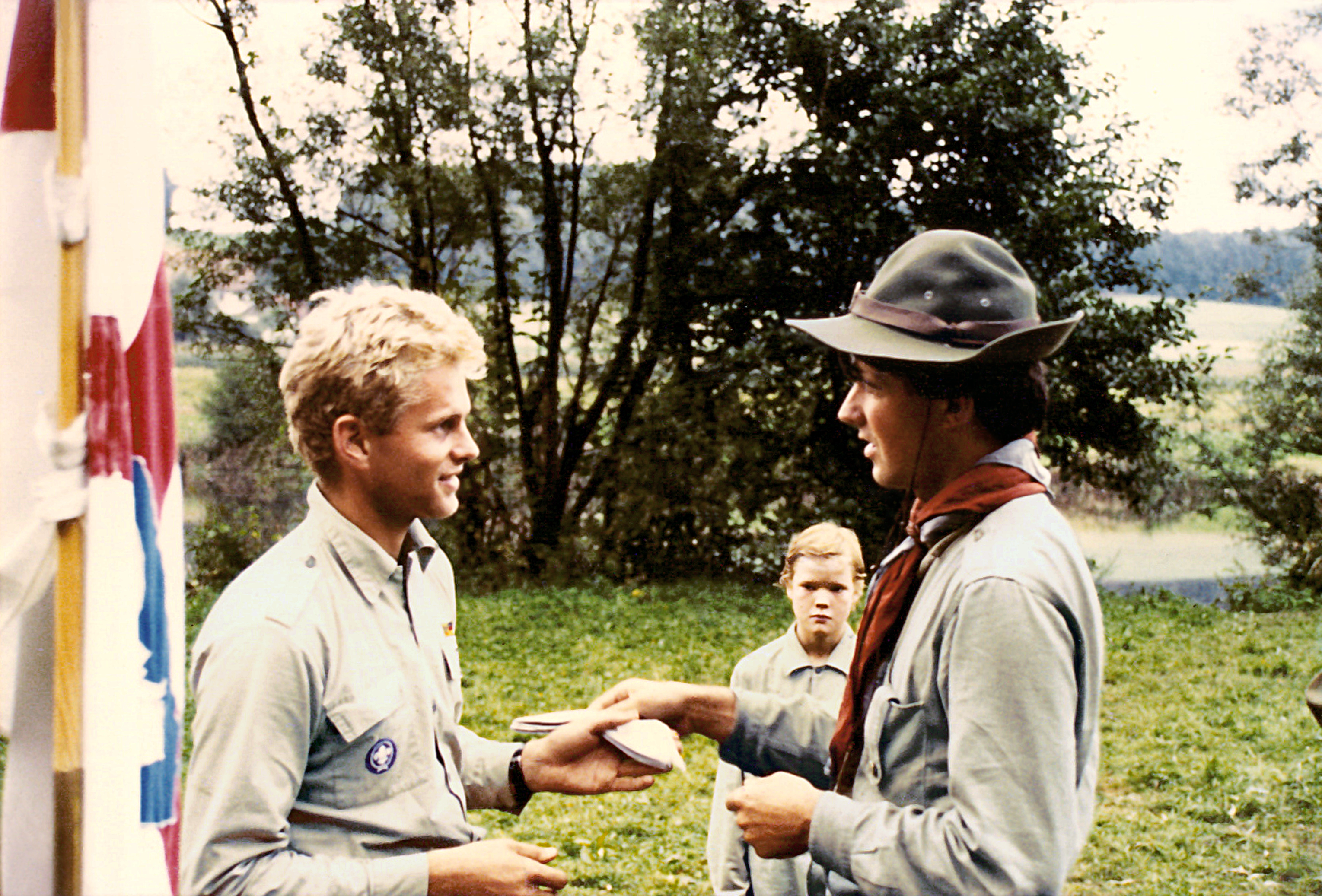
Presentazione di un fazzolettone scout durante una cerimonia della promessa a un campo estivo del 1987

La Legge scout è un codice personale di vita fondamentale per la vita di ogni scout. Essa non è un elenco di proibizioni o divieti, ma anzi afferma il modello a cui uno scout deve aspirare e induce il ragazzo ad avvicinarcisi abbandonando le vecchie errate abitudini, rappresentando in definitiva cosa ci si aspetta da uno scout. Differente nella forma da associazione ad associazione, si fonda sugli stessi dieci punti fondamentali, individuati dallo stesso Baden-Powell, che devono caratterizzare l'ideale scout:
- il meritarsi la fiducia e l'onore nel mantenere la parola data;
- l'essere fedeli e leali nei confronti delle autorità e del prossimo;
- l'essere sempre pronti al servire il prossimo e la comunità;
- l'essere sempre fraterni con il prossimo e la comunità;
- l'essere sempre cortesi e cavallereschi;
- l'essere sempre rispettosi della natura e dei suoi frutti;
- l'essere sempre obbedienti nei confronti delle autorità;
- il non lasciarsi mai abbattere dalle difficoltà per affrontarle sempre "col sorriso";
- l'essere sempre laboriosi e attenti agli sprechi;
- l'essere sempre liberi dalla volgarità dei pensieri, delle parole e delle azioni.

2. A Scout is loyal to the King, his country, his officers, his parents, his employers, and those under him.

3. A Scout's duty is to be useful and to help others.

4. A Scout is a friend to all, and a brother to every other Scout, no matter to what social class the other belongs.

5. A Scout is courteous.

6. A Scout is a friend to animals.

7. A Scout obeys orders of his parents, patrol leader or Scoutmaster without question.

8. A Scout smiles and whistles under all difficulties.

9. A Scout is thrifty.

2. Lo Scout è fedele: al Re, alla Patria, ai suoi Capi, ai suoi genitori, ai suoi datori di lavoro e ai suoi sottoposti.

3. Il dovere di uno Scout è di essere utile e aiutare gli altri.

4. Lo Scout è amico di tutti e fratello di ogni altro Scout, a prescindere dalla classe sociale di appartenenza.

5. Lo Scout è cortese.

6. Lo Scout è un amico per gli animali.

7. Lo Scout ubbidisce agli ordini dei suoi genitori, del Capo Pattuglia o del suo Capo senza replicare.

8. Lo Scout sorride e fischietta in tutte le difficoltà.

9. Lo Scout è economo.

10. Lo Scout è pulito nel pensiero, nella parola e nell'azione.»
(Robert Baden-Powell in Scautismo per ragazzi, op. cit., p. 431: testo originale della legge scout)

#### Spiritualità

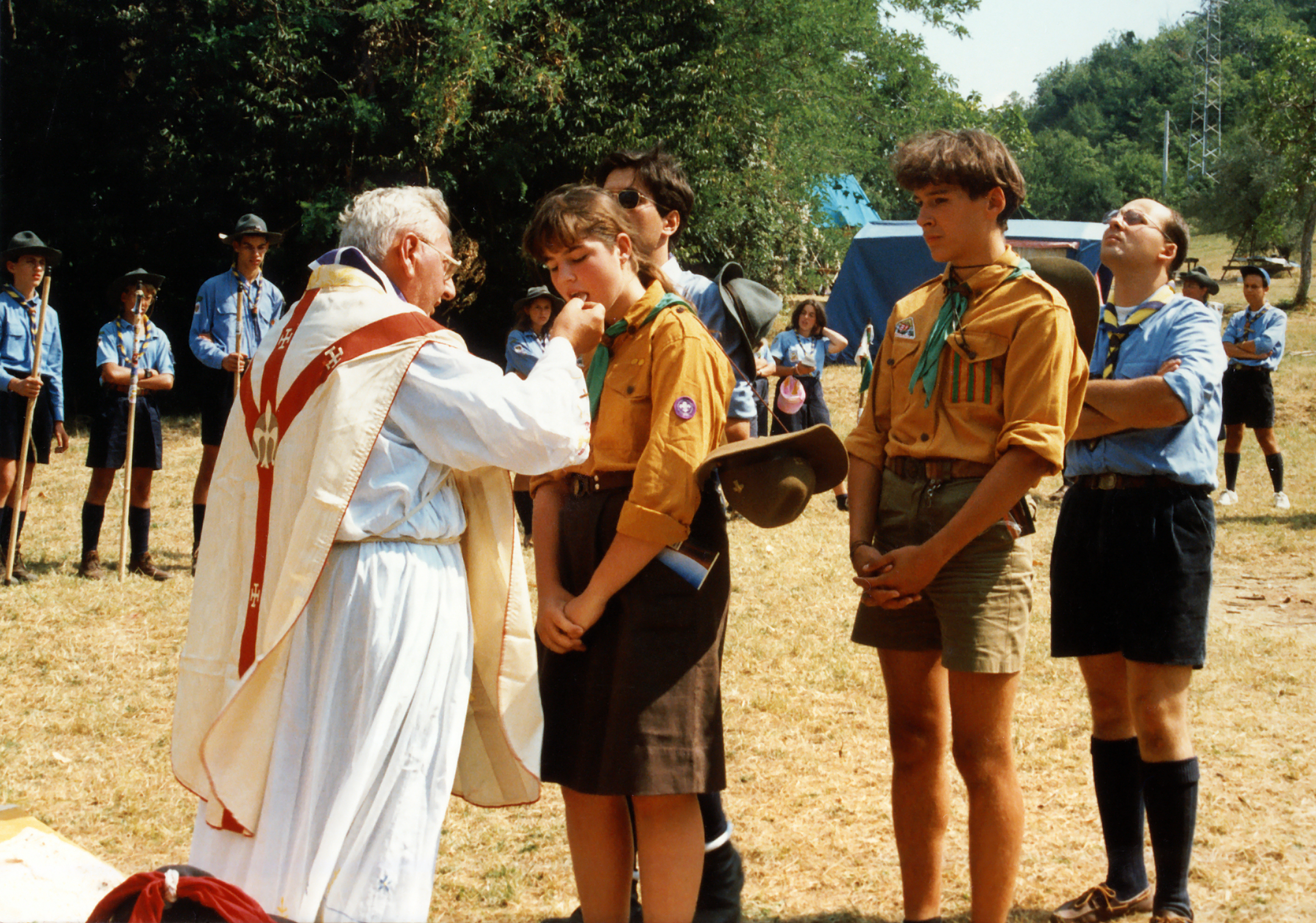
Alcuni scout ricevono l'eucaristia durante un evento nel 1993

Per Baden-Powell la spiritualità del ragazzo scout ideale era fondamentale e portante; perciò, sebbene rimettesse la scelta religiosa alla sfera personale, la inseriva nella centralità della natura, intesa come massima rappresentazione del Divino, che deve condurre alla sua contemplazione e a quella di tutta la sua opera. La cura della morale e del pensiero umano, inoltre, sono ritenuti caratteri fondamentali della vita scout, tant'è che nei suoi saggi Baden-Powell introdusse anche importanti questioni morali come l'episodio dell'"assassinio di Eldson" in Scautismo per ragazzi.

#### Cavalleria
(Robert Baden-Powell in Scautismo per ragazzi, op. cit., p. 335)

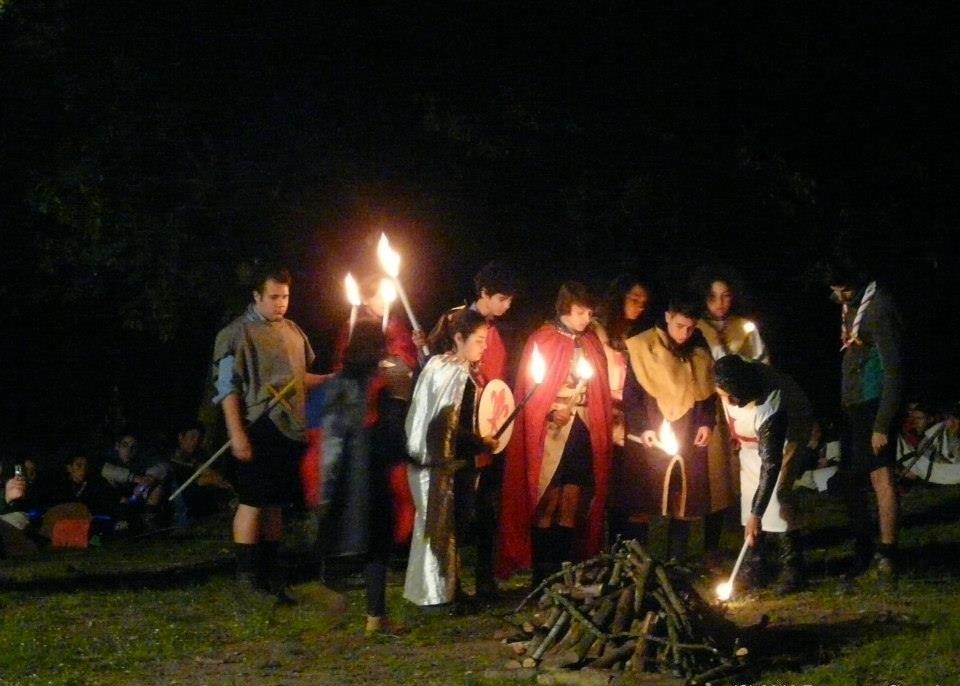
Alcuni scout italiani AGESCI, vestiti da cavalieri, durante la cerimonia di apertura del San Giorgio Regionale della Sardegna nel 2015

Baden-Powell vedeva gli scout come cavalieri dell'epoca moderna; nei suoi scritti infatti egli assimila la tradizione scout a quella dell'antica e romantica cavalleria, sottolineando la grande somiglianza tra la Legge scout e la condotta morale degli antichi cavalieri, il "Codice dei Cavalieri", fondato su altruismo, abnegazione, bontà, generosità, amicizia, gentilezza, cortesia verso le donne e il ringraziare.
A questo proposito Baden-Powell fa spesso riferimento a San Giorgio (patrono degli esploratori e delle guide, ma in senso lato anche di tutti gli scout, e dei cavalieri) come massimo esempio dell'ideale cavalleresco scout, tant'è che si è istituzionalizzato anche un omonimo campo scout dedicato al suo nome e al suo esempio.

##### Buona azione
(Robert Baden-Powell in Scautismo per ragazzi, op. cit., pagg. 38-39)
La "buona azione" è un componente chiave della legge e la promessa. Baden-Powell riteneva che fosse questo il dovere principale richiesto dallo scautismo: adempiere al dovere verso gli altri rende felici e soddisfa anche il dovere verso noi stessi, secondo il pensiero del fondatore. Il fine di questo punto non è definito tanto come l'atto in sé ma più che altro come il prestare sempre attenzione al riconoscere i momenti in cui si può dare una mano e l'adoperarsi sempre per aiutare il prossimo col massimo della volontà e il totale dissociarsi dall'egoismo.

#### Amore verso la Patria
(Robert Baden-Powell in Scautismo per ragazzi, op. cit., pagg. 41-42)

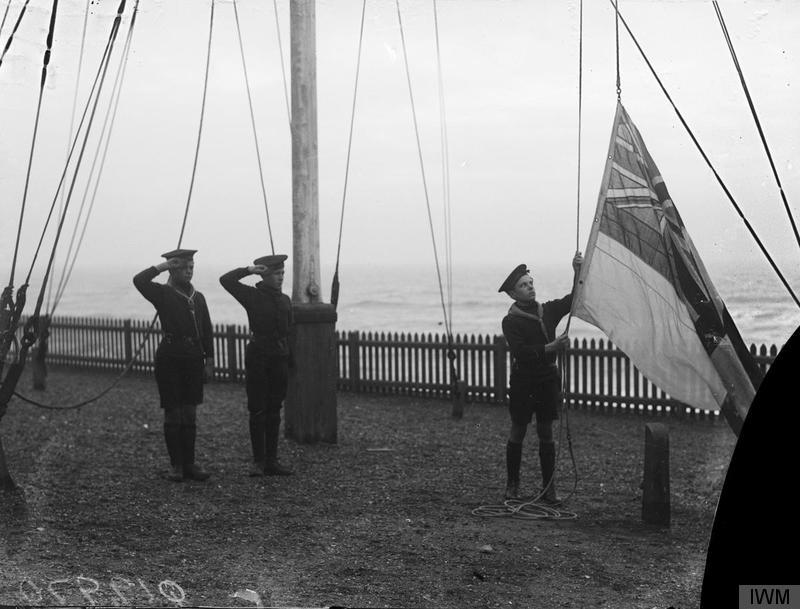
Alcuni scout nautici inglesi eseguono un alzabandiera in una mattina durante la Grande Guerra

Un altro valore importantissimo per Baden-Powell è anche il patriottismo, l'amor di Patria. Ritenuto da lui fondamentale per ogni vero scout, ne costituisce le fondamenta più pure e rappresenta un invito aperto dello scautismo a fare della vita scout anche un servizio al Paese e ai suoi simboli.

### Imparare facendo
(Robert Baden-Powell ne Il libro dei capi, op. cit., p. 79)

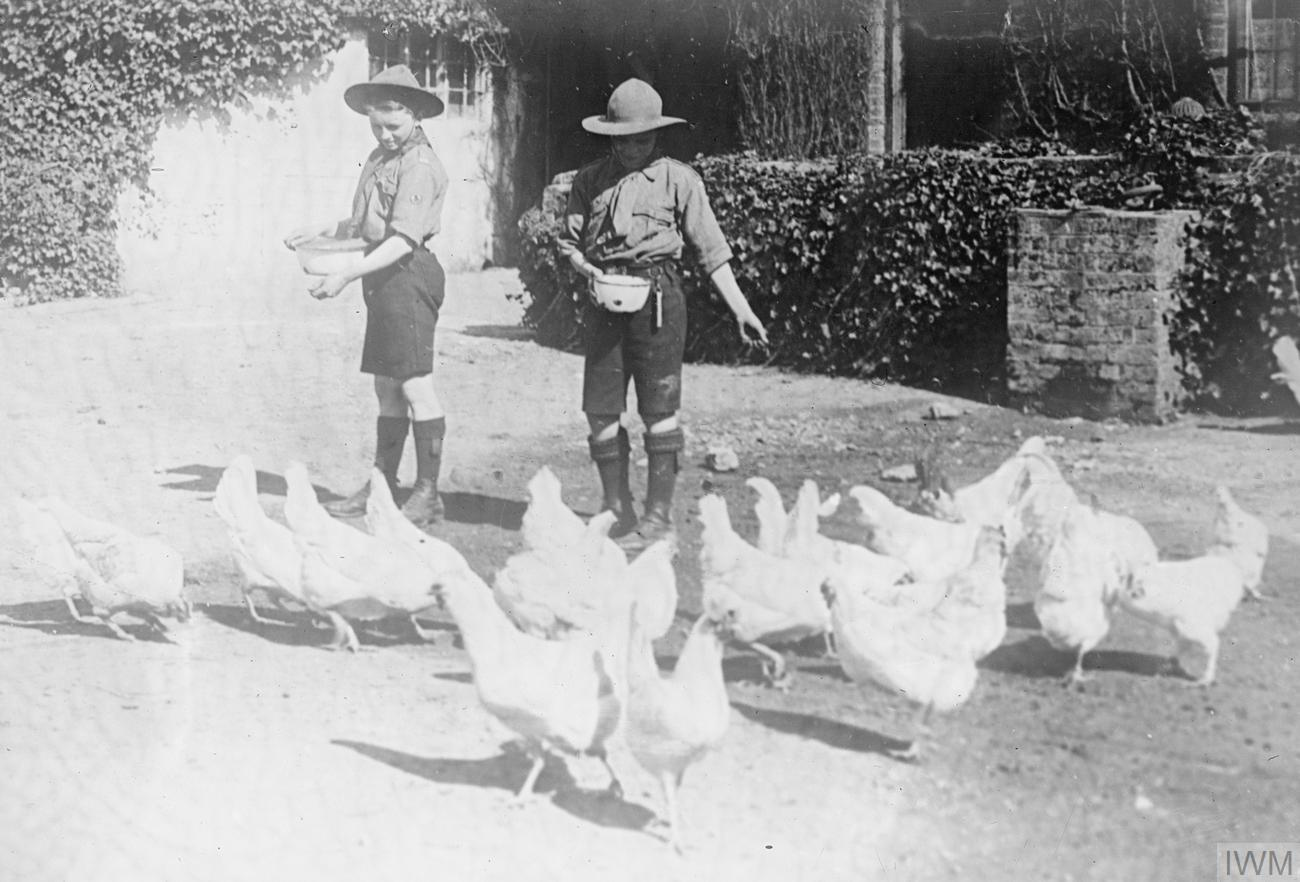
Alcuni scout inglesi lavorano al nutrimento di diverse galline durante la Grande Guerra

Lo scautismo pone le sue fondamenta anche sul principio educativo dell'imparare facendo, ossia sul concetto che fa della vita scout una vita autoeducativa fortemente attiva dal punto di vista sia sociale che fisico, puntando sull'obbiettivo dell'insegnamento tramite la pratica.
In quest'ottica sono importanti metodi pratici e attivi quali lo scouting per l'abilità manuale e la formazione del carattere o l'hébertismo per la salute e l'allenamento fisico. Nei suoi scritti Baden-Powell, oltre a preoccuparsi di dispensare agli scout un enorme quantitativo di suggerimenti e pratiche sulla vita attiva dello scout, indica gli ambiti di azione su cui bisogna lavorare per potersi considerare dei veri scout. Vengono così citati ad esempio l'esplorazione e l'osservazione notturna e diurna, l'alpinismo, l'orientamento, la meteorologia, l'astronomia, la conoscenza dei venti, la botanica, l'arte dei nodi, dell'allevamento, dell'agricoltura, della costruzione, del fuochismo, quella culinaria, quella medica e di primo soccorso e in più, per lo scautismo nautico e aeronautico, il nuoto e l'uso delle imbarcazioni. A queste pratiche, fondamento imprescindibile dello scautismo, si aggiungono anche e con non meno importanza la conoscenza attiva dei vari tipi di segnalazione a breve o lunga distanza (segnali di fumo, di fuoco, a fiamma viva, di suono con il fischio o con bandierine), che Baden-Powell ha citato nei suoi scritti insieme alla pratica dell'uso del codice Morse e dell'alfabeto semaforico.
Il campo di pratica principale per tutte queste attività sono generalmente i campi scout, le missioni, le imprese o, per i più grandi, i jamboree, gli hike, le route e i challenge.

### Sistema di gruppi d'azione
(Robert Baden-Powell in riferimento alla branca E/G in Scautismo per ragazzi, op. cit., p. 59)
Caratteristica imprescindibile del metodo scout è quella di organizzare i ragazzi in gruppi d'azione sempre più piccoli al fine di responsabilizzarli sempre di più nel corso della vita scout, aspetto che si riassume nel concetto essenziale del "sistema delle pattuglie". Questa organizzazione cambia leggermente nella forma di associazione in associazione, ma sostanzialmente essa si rifà alla seguente, indicata da Baden-Powell durante la sua vita:

#### Lupettismo
Nei lupetti, come descritti da Baden-Powell, vi è un branco composto da bambini dagli 8 ai 12 anni circa diviso in gruppi base di circa 6 elementi, le sestiglie o mute, guidate da un caposestiglia/capomuta e da un vicecapo. Tale struttura si riflette anche nel guidismo, con terminologie diverse. 
In Italia per la parte femminile si usò in alcune associazioni il termine "lupette" (organizzate sempre in branchi) ed in altre il termine "coccinelle", organizzate in "cerchi". Sempre in Italia, in alcune associazioni, per i lupetti e le coccinelle dell'ultimo anno esiste il consiglio degli anziani, un sottogruppo presieduto dai vecchi lupi o capi anziani, utile ad introdurre meglio i ragazzi a quella che sarà la vita di reparto.

#### Esploratori e Guide

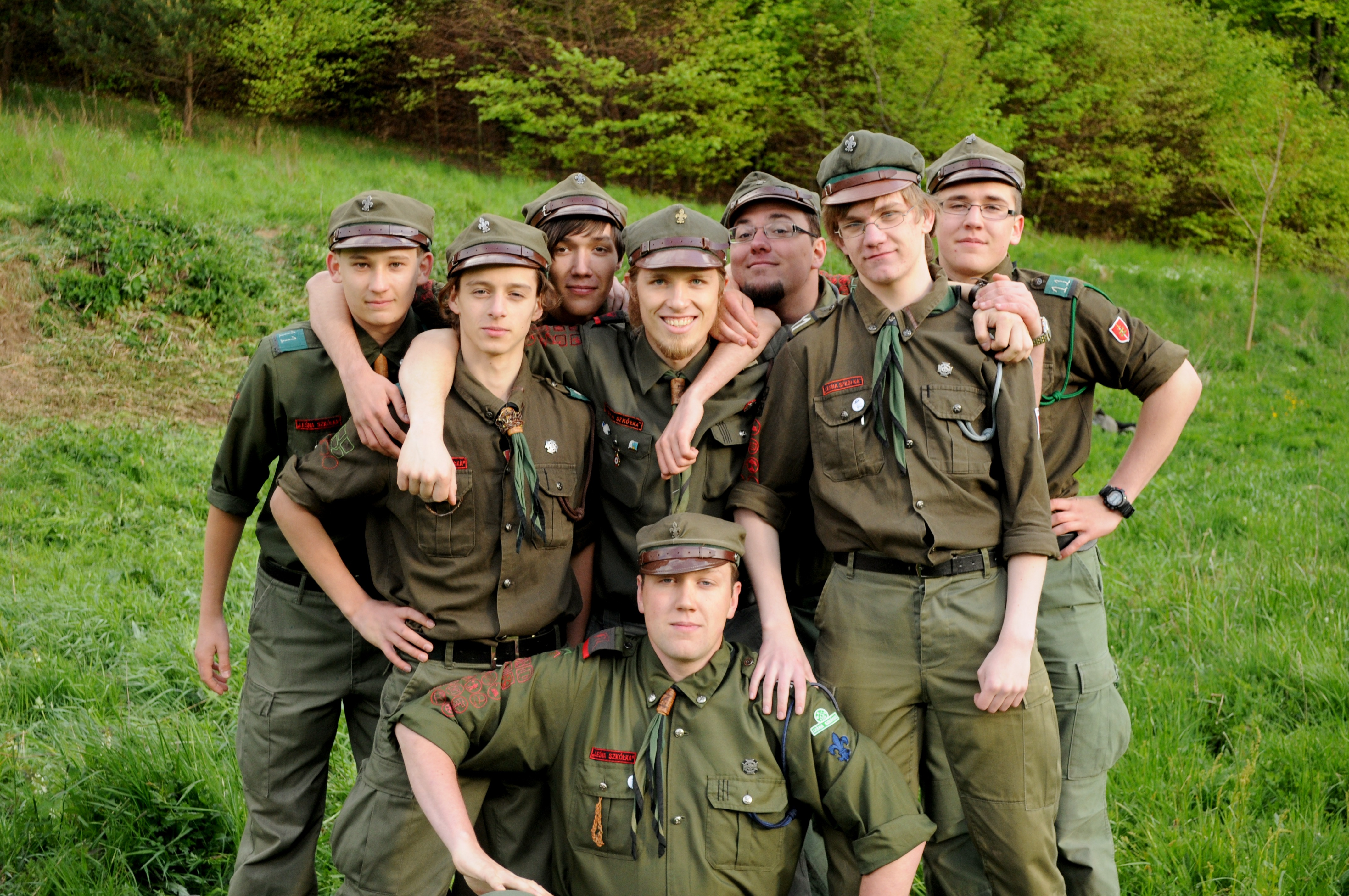
Una pattuglia di scout polacchi

La branca degli esploratori e parallelamente quella delle guide o esploratrici, organizzata nel reparto o riparto, si occupa dei ragazzi e delle ragazze dai circa 12 ai 16 anni, è organizzata in gruppi base di circa 6-8 persone, le pattuglie o squadriglie, guidate da un capopattuglia/caposquadriglia coadiuvato da un vicecapo. Tutti i componenti, inoltre, assumono uno o più incarichi (ad esempio: segretario, guardiano dell'angolo, maestro delle cerimonie, cicala e maestro dei giochi, magazziniere, infermiere, tesoriere) e posti d'azione (ad esempio: segnalatore, pioniere, osservatore, topografo, botanico, orientatore, mercurio).
Ogni pattuglia/squadriglia si contraddistingue dalle altre per il grido o urlo e, come già per le legioni romane, l'animale da essa adottato (su cui poi poggeranno i colori identificativi), caratteri fondamentali di riconoscimento di qualsiasi di questi nuclei dagli altri.

##### Organi fondamentali del reparto
Baden-Powell si soffermò particolarmente su questa branca, costituendo questa il nucleo originario dell'idea dello scautismo, e ne delineò gli organi più importanti, che vengono ripresi nella sostanza da tutte le associazioni mondiali: il consiglio dei capipattuglia o capisquadriglia, la corte d'onore e la stessa figura del capopattuglia o squadriglia, a cui si aggiunge l'assemblea dell'alta pattuglia o squadriglia.
Come analizzato da Leòn Braun nel suo volume Il sentiero del Caposquadriglia, questi organi si possono suddividere anche sulla falsariga della divisione dei poteri di Montesquieu dove il potere esecutivo sarebbe affidato al consiglio dei capi e i poteri legislativo e giudiziario alla corte d'onore, con in più il compito formativo ed educativo preposto all'alta pattuglia/squadriglia.
(Robert Baden-Powell in Scautismo per ragazzi, op. cit., p. 60)

Baden-Powell si concentrò sulla figura del capopattuglia o squadriglia, facendone un vero e proprio organo fondamentale per tutta la struttura del riparto o reparto: a lui/lei, avvicinato alla figura del capo generale, è affidato l'onere di fare sempre da esempio e guida ai più piccoli per aiutarli, come farebbe un fratello maggiore, nella loro crescita personale. 
(Leòn Braun ne Il sentiero del Caposquadriglia, op. cit., p. 31)

Come descritto efficacemente da Leòn Braun, per poter fare da "stendardo" dello scautismo verso i ragazzi più giovani, il caposquadriglia o pattuglia deve diventare un "valore" vivente dell'ideale scout e deve essere quindi "un valore in campo tecnico, fisico, intellettuale, morale e religioso (spirituale)". 
(Robert Baden-Powell in Scautismo per ragazzi, op. cit., p. 61)
In molte associazioni i primi due organi (Consiglio dei capisquadriglia o pattuglia e Corte d'Onore, formati dall'assemblea dei capipattuglia o squadriglia e dei capireparto, talvolta allargata ai vice o a tutta l'Alta squadriglia), sono preposti alla presa di tutte le decisioni di amministrazione del reparto o riparto durante tutta la durata dell'anno scout. Queste assemblee prendono decisioni quindi, ad esempio, sulle modalità e le tempistiche dei vari campi scout, sulle nomine o sulle ricompense per tutto il resto degli esploratori e delle guide. I due organi sono tenuti al segreto su tutte le decisioni prese fino al momento dell'annuncio ufficiale al resto del reparto o riparto.

#### Roverismo
In alcune associazioni anche nel momento del roverismo all'interno del clan/fuoco o compagnia sono previsti dei piccoli gruppi, chiamati pattuglie oppure ronde. Si tratta perlopiù di raggruppamenti da 2 a 4 rover e/o scolte che si possono creare in occasione di attività specifiche (un campo, un servizio ecc.) o per seguire uno degli aspetti della vita comunitaria, ad esempio il magazzino, la segreteria, la logistica ecc. Tali pattuglie o ronde non hanno durata permanente, ma sono costituite ad hoc.

### Simbolismo

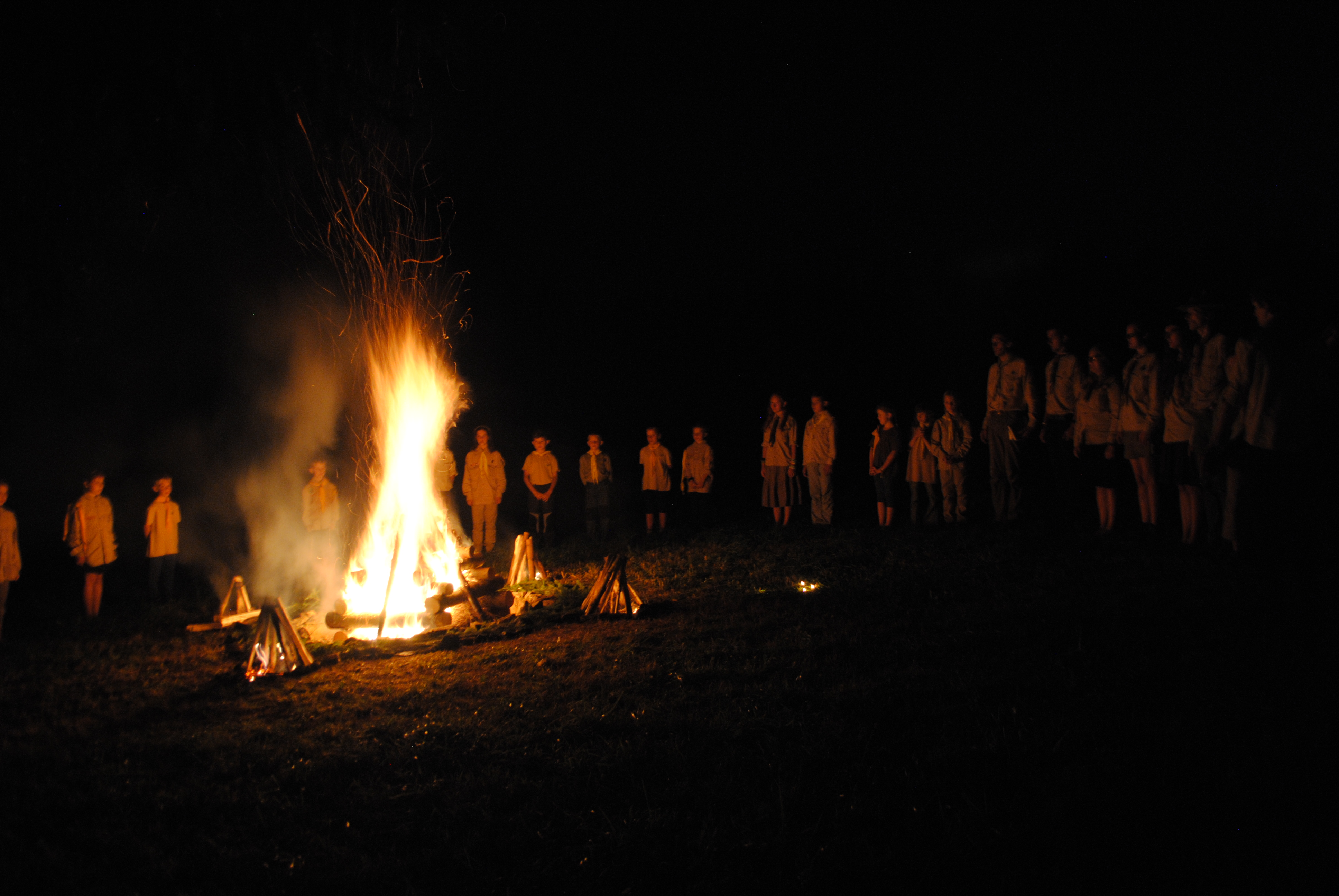
Un fuoco durante una cerimonia della promessa di un gruppo scout ceco nel 2016

Il simbolismo scout, parte integrante dello scautismo stesso e del suo metodo pedagogico, è costituito da un insieme di elementi che rappresentano concetti fondamentali che lo scautismo cerca di promuovere. Lo scopo del quadro simbolico scout è quello di promuovere nei giovani la loro naturale predisposizione per l'immaginazione, l'avventura, la creatività e l'inventiva. Si tratta di un modo semplice ma forte per lasciar comprendere i valori del movimento scout.
Robert Baden-Powell ha subito dato molta importanza, oltre alla Legge, la Promessa e il Motto, a concetti come l'uniforme con i vari distintivi, il segno e la stretta di mano scout, nonché elaborando cerimonie simboliche e ricercate come quella dell'investitura o della nomina a determinate cariche, della promessa, della partenza e del saluto, della veglia d'armi o dell'alza e ammaina bandiera:

#### Il simbolo
Baden-Powell scelse come simbolo del movimento scout una punta di freccia in forma di giglio, che simboleggia la retta via, poiché il giglio indica il nord nelle bussole e punta sempre verso l'alto. I suoi tre petali simboleggiano i tre punti della promessa, e le due stelle a cinque punte collocate nei due petali laterali rappresentano la verità e la conoscenza, oltre che i dieci articoli della legge.

#### Il saluto

Il Presidente degli Stati Uniti d'America Harry Truman mentre riceve una delegazione di scout nello Studio Ovale, la quale lo saluta secondo il metodo scout nel 1951

Il saluto scout consiste in un particolare modo di piegare la mano che si applica in diverse modalità a seconda della situazione (a mano libera, a mano impedita, al cappello e a braccio teso): si compie portando il palmo della mano in avanti e mettendo il pollice sopra il mignolo (a significare la protezione del grande sul piccolo), per lasciare le altre dita tese in alto (a simboleggiare tre punti della promesse scout).

#### La stretta di mano
La stretta di mano scout consiste in un insolito modo di stringere la mano sinistra a chi, nel mentre, si saluta con la destra. Questo uso proviene dalla campagna di guerra contro gli ashanti cui Baden-Powell partecipò nel 1895 e in particolare da un suo incontro con un capo tribù in resa, il quale, deponendo il suo scudo e presentandosi vulnerabile, gli avrebbe porto la mano sinistra in segno di amicizia, reale significato di questo uso scout.

#### L'uniforme
(Robert Baden-Powell in Scautismo per ragazzi, op. cit., p. 56)

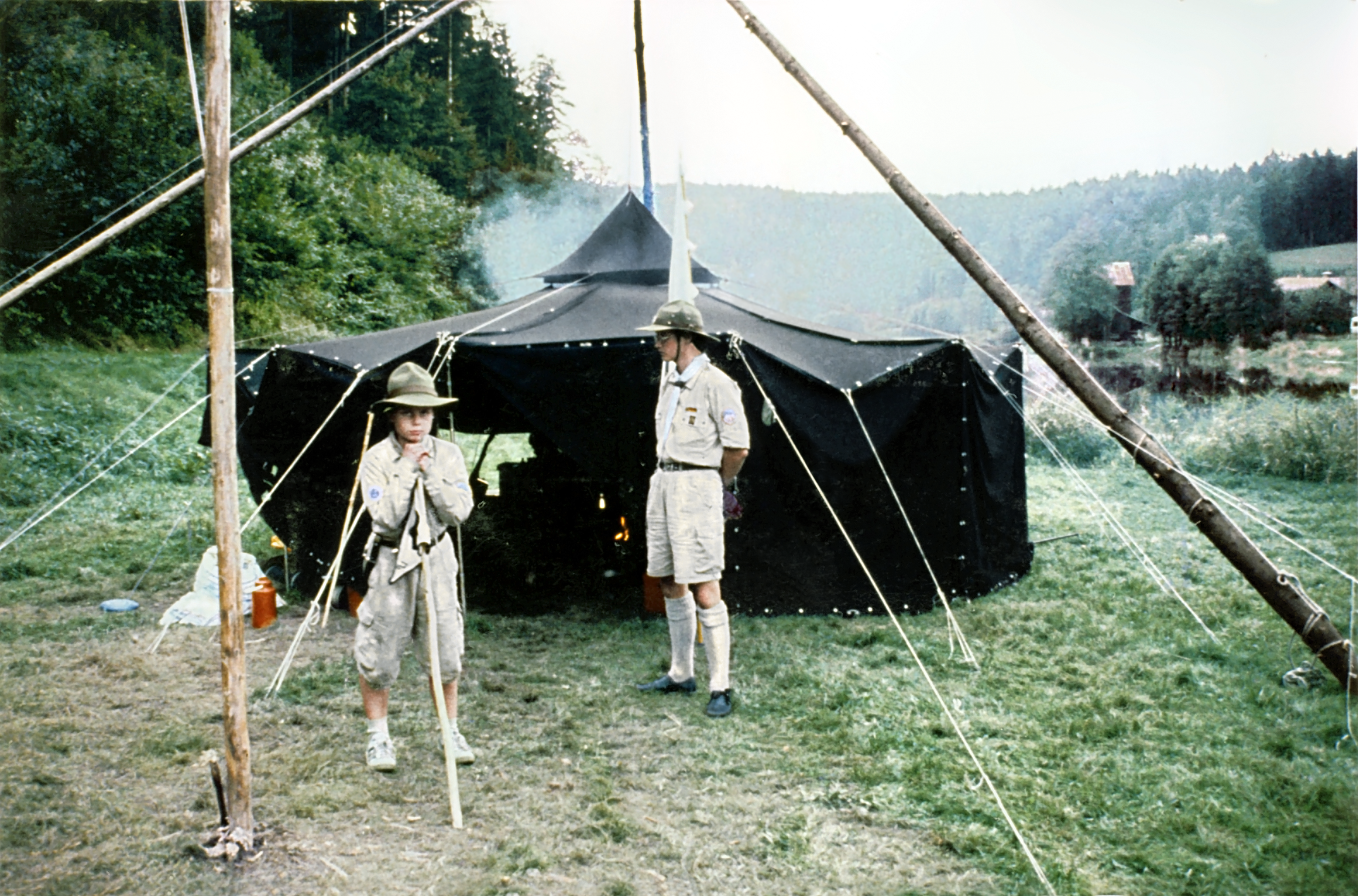
Due scout in uniforme poco prima di una cerimonia della promessa durante un campo estivo del 1987

L'uniforme scout fu concepita da Robert Baden-Powell sul modello della divisa della polizia sudafricana nel periodo in cui egli ne era il comandante e quindi risulta molto pratica e utile. Ha anch'essa un suo simbolismo: essendo uguale per tutti gli appartenenti al movimento, l'uniforme rappresenta la fratellanza fra tutti gli scout e deve essere sempre indossata correttamente, nel rispetto di tutti coloro che la portano e di coloro che l'hanno portata in passato. Essa ha anche una funzione pedagogica, in quanto, essendo indossata anche dai capi con orgoglio, stimola il ragazzo a sentirsi sempre di più accettato anche dalla comunità adulta.
L'uniforme si compone di elementi comuni per tutti gli scout del mondo. Andando dall'alto verso il basso si hanno:
- un pratico copricapo, chiamato anche cappellone boero per via delle sue origini, indicato da Baden-Powell come un cappello kaki a falda larga con quattro fosse sulla cupola e un laccio per fermarlo sotto il mento[22]; può essere sostituito da altri tipi di copricapi a seconda dalla branca, dell'associazione o della natura del gruppo di appartenenza;
- il fazzolettone, ovvero un foulard triangolare arrotolato e fermato da un portafazzolettone (o fermafoulard), che si posiziona sopra il colletto della camicia con la punta dietro al collo, simboleggia l'appartenenza ad un dato gruppo scout (tramite i suoi colori) e rappresenta l'onore[22];
- il camiciotto scout, che deve sempre avere le maniche rimboccate in segno di laboriosità e di competenza nel saper cogliere l'attimo per vincere contro le difficoltà[22];
- il maglione di lana o la felpa col cappuccio, da mettere sopra la camicia durante la stagione invernale;
- i distintivi di vario tipo, da cucire sulla camicia;
- la cintura a sganciamento rapido, corredata di due moschettoni per appendere il coltellino o altri oggetti utili;
- i pantaloni (o la gonna) lunghi per l'inverno e corti per l'estate, connubio tra l'essere economi e pratici nel mondo scout[22];
- i calzettoni;
- gli scarponi oppure gli scarponcini.

#### Il bastone
Accompagnamento per l'uniforme scout, il bastone (detto anche alpenstock) era ritenuto molto importante da Baden-Powell, soprattutto per la sua praticità. Il fondatore dello scautismo lo vedeva come un valido aiuto personale, poi questo si è evoluto nel tempo assumendo toni più simbolici ed arrivando sino all'istituzione, sempre per mano di Baden-Powell, di insegne speciali, come:
- il guidone[24], sul cui bastone è legata una bandierina (propriamente chiamata guidone) che simboleggia la squadriglia o pattuglia di un reparto e viene portato dal caposquadriglia / pattuglia;
- la fiamma[24] (o guidone di reparto), la cui bandierina ha i colori del reparto e viene portata da un alfiere appositamente scelto oppure dal caposquadriglia o pattuglia che in quel momento è in testa nelle gare di reparto; in alcune associazioni esiste anche un guidone di branco;
- il totem[26], che reca in cima una testa di lupo o un lupo scolpiti (tipicamente in legno), utilizzato in un branco di lupetti;
- la lanterna, che porta in cima una vera lanterna, simbolo di un cerchio di coccinelle;
- la forcola[27], intesa come "bastone di marcia" o "per il pollice", un legno a doppia punta che simboleggia il saper prendere una decisione e la strada per i rover e le scolte, una componente essenziale dell'ultima branca.

### Progressione personale
(Robert Baden-Powell ne Il libro dei capi, op. cit., p. 108)

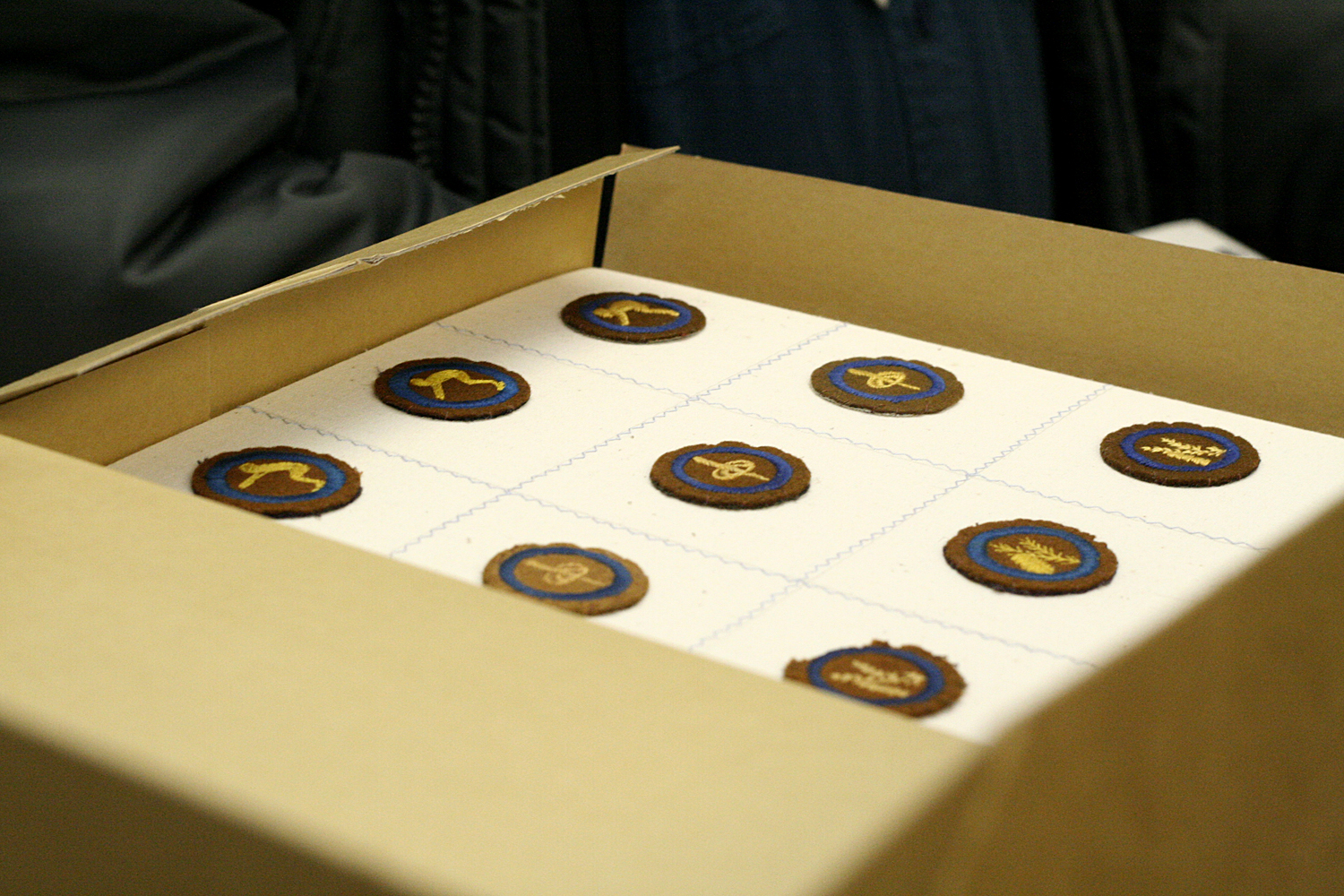
Una scatole di specialità scout svedesi, parte di una collezione museale

Il metodo scout pone il suo centro anche nella pedagogia della crescita progressione personale, ossia sull'aiutare ogni individuo ad essere consapevolmente e attivamente coinvolto nella propria crescita personale a modo e ritmo proprio per ottenere la fiducia e il riconoscimento dei progressi compiuti.
Lo schema di riconoscimento progressivo (gli obiettivi sono fissati per ogni gruppo di età), è il principale strumento utilizzato per supportare questo elemento del metodo scout e si fonda in larga parte sul sistema delle specialità scout (differenti per la branca L/C e per la branca E/G), utilizzate con maggiore importanza nella parte fondamentale della crescita, ossia durante la branca per gli esploratori e le guide, con l'istituzione di un vero e proprio percorso di crescita chiamato sentiero scout.
Con l'entrata in Clan/Fuoco/Noviziato questo sistema di specialità viene quasi del tutto abbandonato e, con maggiori responsabilità, ogni rover, scolta o novizio deve rapportarsi con la presa d'importanza dei concetti di servizio e strada, oltre che della comunità e della propria spiritualità, sui quali ogni gruppo di branca R/S deve fondare la propria carta di clan. Baden-Powell suddivide il concetto di servizio, per spiegarlo al meglio, in spirito (a sua volta suddiviso in senso di appartenenza civica e conoscenze civiche) e azione, o servizio civile (a sua volta suddivisa in teoria e pratica).

### Natura
(Robert Baden-Powell in Scautismo per ragazzi, op. cit., p. 34)

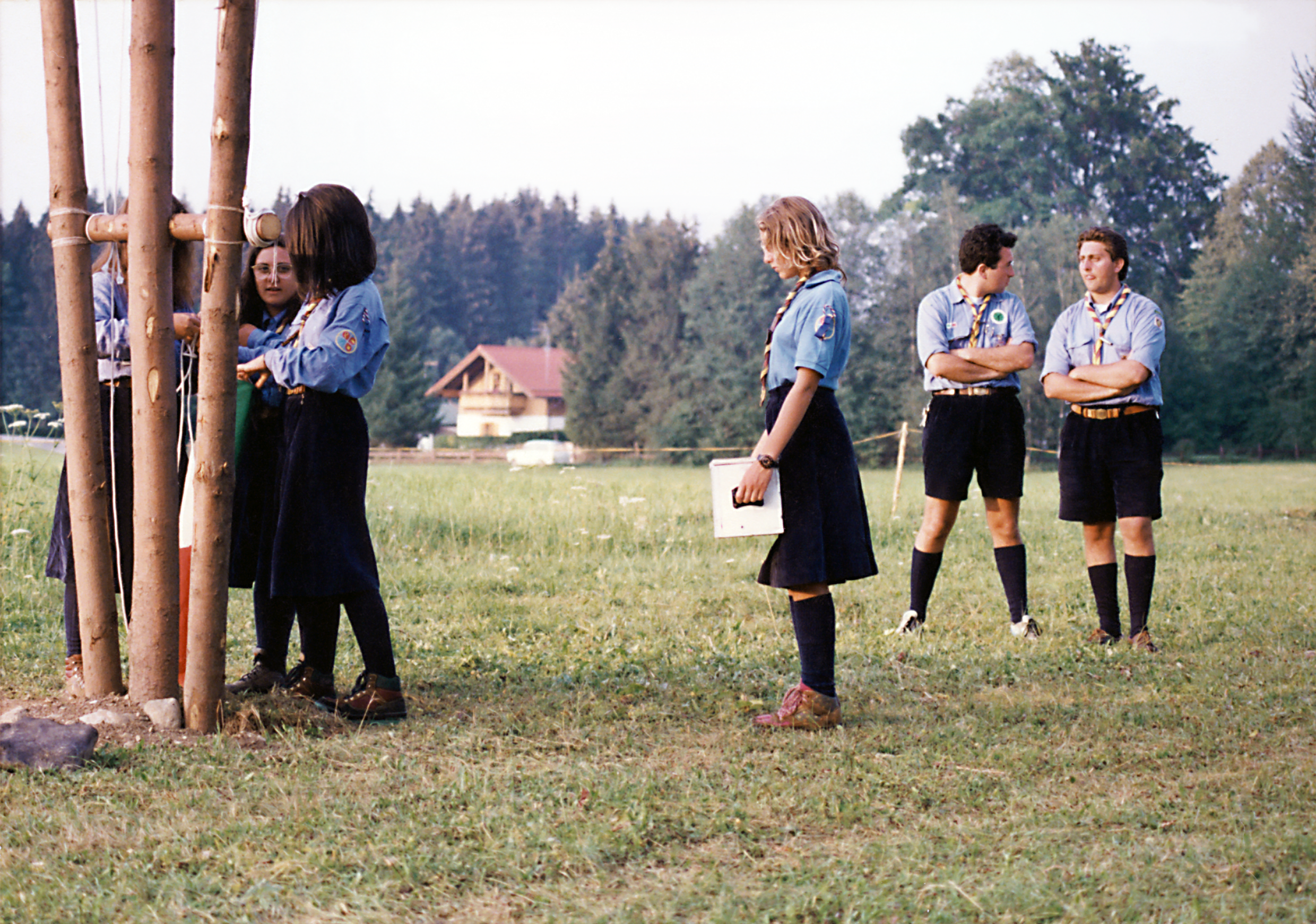
Alcuni scout dell'AGESCI eseguono una cerimonia alla bandiera immersi nella natura di Bad Heilbrunn, Baviera, nel 1992

Per Baden-Powell l'ambiente naturale offre il luogo ideale in cui il metodo scout può essere applicato, sia per sviluppare il proprio potenziale fisico dell'imparare facendo che quello intellettuale, emotivo, sociale e spirituale.
Nello scautismo questo concetto è fortemente correlato anche con il carattere della spiritualità poiché la natura viene qui intesa come massima rappresentazione del Divino, che lo scout deve contemplare in tutte le sue opere, ossia nell'insieme di tutta la natura e in tutto quello che offre, per poter arrivare alla vera fede. È in quest'ottica che Baden-Powell pone al centro del metodo scout lo studio e l'osservazione della natura attorno e dentro di noi, identificata con Dio stesso, che, come specifica nel uso scritto La strada verso il successo in relazione al concetto di servizio, comprende:
- le meraviglie della natura (dal microscopico al macroscopico, la geologia, l'evoluzione, la riproduzione, l'ordine naturale), collegate alla vita e al suo esercizio di servizio;
- lo spirito della natura (vita, istinto, cavalleria, protezione, disponibilità, sacrificio), collegato all'amore e al suo esercizio di servizio;
- le bellezze della natura: (forme, colori, suoni, ritmi, bellezza e godimento della stessa, istinto dell'espressione di sé, trasmissione della gioia), collegate alla felicità e al suo esercizio di servizio.

A proposito dell'armonia che secondo Baden-Powell caratterizzerebbe la natura tutta, per il fondatore del metodo scout anche il complesso del corpo umano, che ne fa parte all'interno, deve essere fonte di studio del Divino in quanto si costituisce come una delle massime rappresentazioni della "meravigliosa" perfezione divina.

### Supporto degli adulti
(Robert Baden-Powell ne Il libro dei capi, op. cit., p. 69)

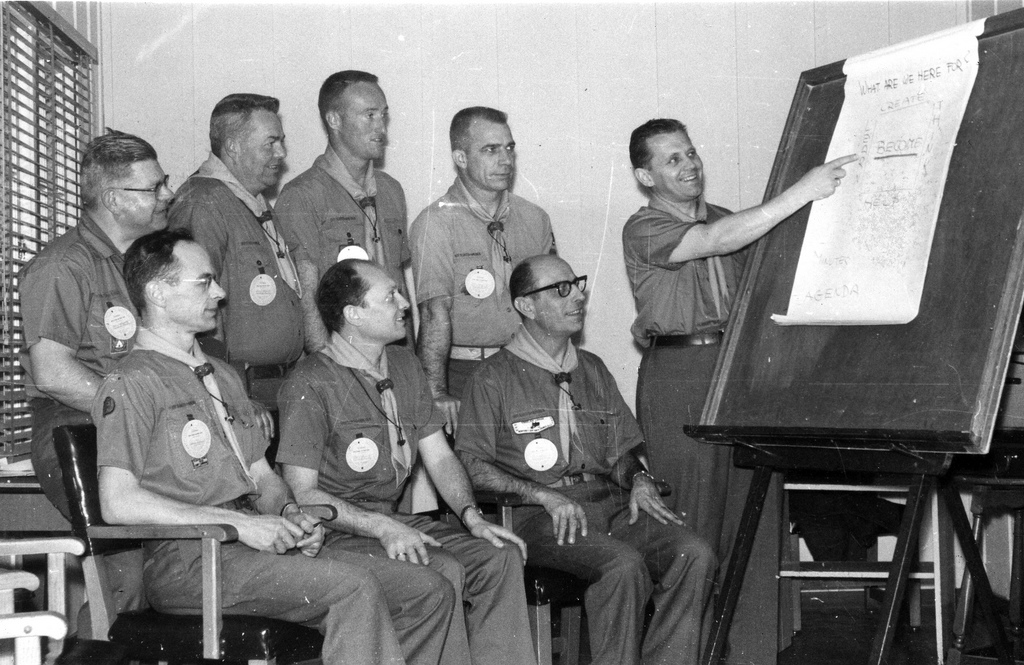
8 capi scout wood badge mentre pianificano qualcosa con l'ausilio di una lavagna nel 1962

Lo scautismo è un movimento giovanile dove i giovani prendono parte a particolari attività con il supporto, fondamentale, degli adulti. Il ruolo degli adulti nella scautismo è quello di essere animatori, educatori e facilitatori di gruppo. In altre parole, essi assicurano la partecipazione dei ragazzi ad attività significative che promuovono lo sviluppo dei singoli scout nonché del gruppo nel suo complesso, dando ai ragazzi esempi reali e virtuosi di scautismo, guide in tutto e per tutto.

## I cinque elementi
Anche l'Associazione Mondiale Guide ed Esploratrici (organizzazione internazionale femminile delle guide, la corrispondente femminile dell'OMMS) ha stilato un elenco di elementi per il guidismo, formato da cinque punti essenziali. Oltre ai già citati punti dell'OMMS per il sistema di gruppi d'azione, la progressione personale, l'imparare facendo e l'importanza della natura, l'AMGE ha definito come punto cardine del metodo scout anche la fondamentalità della fratellanza mondiale fra le guide le altre persone.

### Fratellanza e cittadinanza mondiale

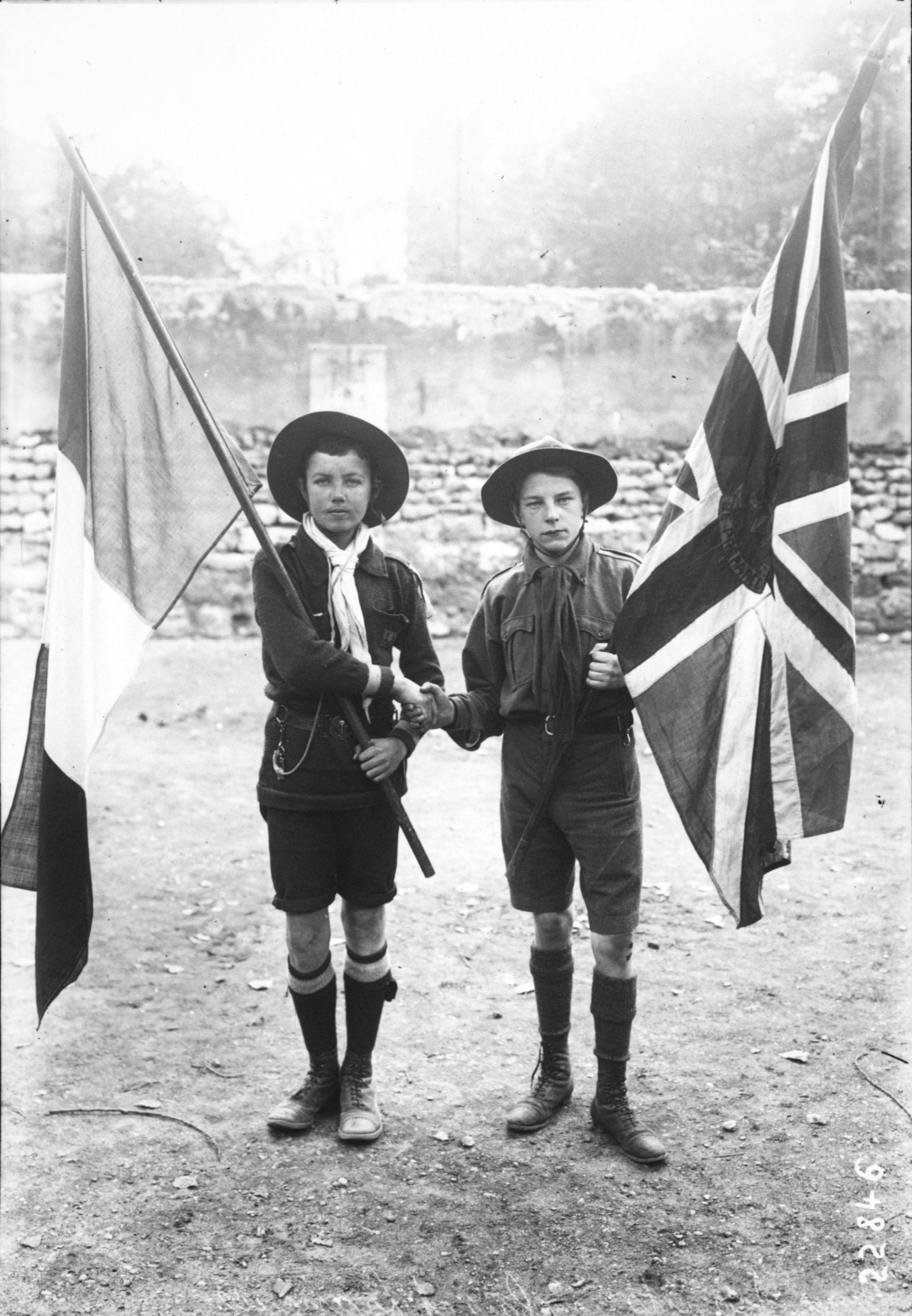
Uno scout inglese e uno francese con le rispettive bandiere nazionali nel 1912

Baden-Powell riteneva infatti fondamentale la fratellanza civica fra tutti gli scout ma ancora di più fra tutti i cittadini del Mondo. Questo aspetto dello scautismo mette in gioco quanto di più globale possa essere insito nel movimento stesso negli intenti di apprezzare i valori altrui, le diversità, riuscire ad ascoltare gli altri, capire i loro modi di vedere il mondo e sviluppare un'empatia sensibile, ma anche una particolare capacità di comunicare.